# Horst Sindermann
Horst Sindermann (født 5. september 1915 i Dresden, Tyskland, død 20. april 1990 i Berlin) var en tysk kommunistisk politiker, der var DDR's statsminister (formand for Ministerrat) fra 1973 til 1976.
I 1929 blev Sindermann medlem af Kommunistischer Jugendverband Deutschlands. Han blev han fængslet i otte måneder i 1933 for at have sluttet sig til den tyske modstandsbevægelse mod nazi-styret. I 1935 blev han idømt seks års tugthus og var frem til 1945 i KZ-lejrene Sachsenhausen og Mauthausen.
Efter krigen blev han avisredaktør og leder af SED i Chemnitz og Leipzig. Han var medlem af Volkskammer fra 1963 til 1969 og parlamentets formand fra 1976 til 1989. Han var desuden medlem af SED's politbureau.